# Emanuele Vittorio Parodi
Emanuele Vittorio Parodi (Genova, 22 gennaio 1862 – Genova, 13 aprile 1945) è stato un armatore e imprenditore italiano.
Suo figlio Giorgio fu pilota dell'Aviazione durante la prima guerra mondiale. Grande amico del suo collega pilota Giovanni Ravelli, durante il servizio militare conobbero il meccanico Carlo Guzzi, condividendone la grande passione per le motociclette e le competizioni.  Proprio durante la guerra decisero di sviluppare e costruire, alla fine della stessa, una loro moto.
Emanuele Vittorio Parodi fu la persona che finanziò l'impresa attraverso un prestito al figlio Giorgio di duemila lire. Nacque così la "Società Anonima Moto Guzzi", fondata il 15 marzo 1921 a Genova con stabilimento a Mandello del Lario, in provincia di Lecco.